# Tyga
Micheal Ray Stevenson (født 19. november 1989), kendt under sit kunstnernavn Tyga (en backronym for Thank You God Always), er en amerikansk rapper. I 2011 underskrev Tyga en kontrakt med Young Money Underholdning, Cash Money Records og Republikken Poster (tidligere Universal Republic Records).

## Tidlige liv
Micheal Ray Stevenson blev født i Compton, Californien 19. november 1989, og boede der, indtil han i en alder af 11-12 år flyttede til Gardena, Californien.
Han er af vietnamesisk og jamaicansk afstamning. Som barn lyttede han til Fabolous, Lil Wayne, Cam ' ron og Eminem og mange andre.